# Hans Heinrich von Scheel
Hans Heinrich von Scheel (6. august 1668 i Kolding – 13. oktober 1738 i København) var en dansk officer, far til Hans Jacob von Scheel.
Han var søn af voldmester ved Københavns fæstning Joachim Scheel og Margrethe Cathrine Folckersam. Efter først at have været kongelig page blev han 1688 underkonduktør ved Fortifikationsetaten i Danmark, 1689 konduktør, 1694 overkonduktør, 1699 ingeniørkaptajn. Med de danske hjælpetropper i engelsk Sold tog han del i Den pfalziske Arvefølgekrig 1690-97. Han var dernæst i nogen tid lærer ved Det ridderlige Akademi i København, blev 1701 ved Landmilitsens oprettelse sat i nummer ved dennes østsjællandske regiment, forfremmedes 1702 til major, 1707 til oberstløjtnant og 1710 til oberst; i virkeligheden blev han dog ved at gøre tjeneste som ingeniørofficer.
Under krigen i Skåne 1709-10 og siden i Nordtyskland beklædte han generalkvartermesterchargen, dvs. han ledede en del af de forretninger, som senere kom til at høre under Generalstaben; bl.a. viste han megen virksomhed, duelighed og dristighed som rekognoscent. Tillige benyttede han sin stilling til over fæstninger, valpladser og lignende at samle et større antal planer, der senere er kommet til nytte ved krigshistoriske arbejder. 1717 blev Scheel chef for jyske hvervede infanteriregiment og var med dette i Norge under krigens sidste periode. Han blev 1720 generalmajor, 1727 hvid ridder, 1733 generalløjtnant. Fra 1728, da han fratrådte posten som regimentschef, til sin død, 13. oktober 1738, var han kommandant i Citadellet, og fra 1733 havde han tillige overkommandoen over Fortifikationsetaterne i Danmark og Holsten samt direktionen over alle fæstningsværker og militære bygningsarbejder sammesteds. Også i Norge forestod han befæstningsanlæg, og det ser derfor ud til, at han har haft den øverste ledelse af hele det dansk-norske monarkis ingeniørvæsen, hvis 3 etater ellers, både før og siden (indtil 1763), var uden fælles overhoved.
Scheel havde 18. september 1704 ægtet Benedicte Dorothea Gjords (28. oktober 1684 – 22. december 1752), datter af den kendte handelsmand i Christiania, justitsråd Gjord Andersen. Ved hende blev Scheel stamfader til en talrig slægt, der i medfør af Rangforordningen af 1717 har været henregnet til den danske adel og 1890 fik kongelig anerkendelse som henhørende til denne. 